# Stolne, Mena
Stolne (în ucraineană Стольне) este localitatea de reședință a comunei Stolne din raionul Mena, regiunea Cernihiv, Ucraina.

## Demografie
Componența lingvistică a localității Stolne
     Ucraineană (98,41%)
     Rusă (1,38%)
     Alte limbi (0,1%)
Conform recensământului din 2001, majoritatea populației localității Stolne era vorbitoare de ucraineană (98,41%), existând în minoritate și vorbitori de rusă (1,38%).